# Gradiški Dol
Gradiški Dol je naselje u slovenskoj Općini Rogaškoj Slatini. Gradiški Dol se nalazi u pokrajini Štajerskoj i statističkoj regiji Savinjskoj. 

## Stanovništvo
Prema popisu stanovništva iz 2002. godine naselje je imalo 29 stanovnika.